# パニカーレ
パニカーレ（伊: Panicale）は、イタリア共和国ウンブリア州ペルージャ県にある、人口約5,300人の基礎自治体（コムーネ）。

## 地理

### 位置・広がり

#### 隣接コムーネ
隣接するコムーネは以下の通り。
- カスティリオーネ・デル・ラーゴ
- マジョーネ
- パチャーノ
- ペルージャ
- ピエガーロ

### 気候分類・地震分類
パニカーレにおけるイタリアの気候分類 (it) および度日は、zona E, 2228 GGである。
また、イタリアの地震リスク階級 (it) では、zona 2 (sismicità media) に分類される。

## 行政

### 分離集落
パニカーレには、以下の分離集落（フラツィオーネ）がある。
- Casalini, Cerreto, Colgiordano, Colle Calzolaro, Colle San Paolo, Gioveto, Lemura, Macereto, Migliaiolo, Mirabella, Missiano, Mongiovino, Montale, Poggio di braccio, Tavernelle, Terrazzella, Via delle parti

## 文化・観光
「イタリアの最も美しい村」クラブ加盟コムーネである。